# Briefmarken-Jahrgang 1903 der Deutschen Reichspost
Der Briefmarken-Jahrgang 1903 der Deutschen Reichspost umfasste acht Dienstzählmarken für den Postverkehr von Behörden und Dienststellen in Preußen. Die Marken waren ein Jahr von den Behörden auf der Dienstpost zu verwenden, um damit eine pauschale Abgeltungssumme zu ermitteln, die ab 1904 von Preußen an die Reichspost jährlich zu entrichten war. Die Gestaltung des Rahmens ist identisch mit den Germania-Marken.

## Liste der Ausgaben und Motive
Legende
- Bild: Eine bearbeitete Abbildung der genannten Marke. Das Verhältnis der Größe der Briefmarken zueinander ist in diesem Artikel annähernd maßstabsgerecht dargestellt. Sollten keine Marken abgebildet sein, liegt es daran, dass das Urheberrecht des Künstlers noch nicht erloschen ist.
- Beschreibung: Eine Kurzbeschreibung des Motivs und/oder des Ausgabegrundes. Bei ausgegebenen Serien oder Blocks werden die zusammengehörigen Beschreibungen mit einer Markierung versehen eingerückt.
- Wert: Der Frankaturwert der einzelnen Marke in Pfennig. Ein „+“ bedeutet, dass es sich um eine Zuschlagsmarke handelt (= Frankaturwert + Spende).
- Ausgabedatum: Das Datum des erstmaligen Verkaufs dieser Briefmarke.
- Gültig bis: Das Datum, an dem die Gültigkeit endete.
- Auflage: Soweit bekannt, wird hier die zum Verkauf angebotene Anzahl dieser Ausgabe angegeben.
- Entwurf: Soweit bekannt, wird hier angegeben, von wem der Entwurf dieser Marke stammt.
- Mi.-Nr.: Diese Briefmarke wird im Michel-Katalog unter der entsprechenden Nummer gelistet.

| Dienstmarken |                                                                                            |                  |                       |                   |           |           |       |
| Bild         | Beschreibung                                                                               | Werte in Pfennig | Ausgabe- datum (1903) | gültig bis        | Auflage   | Entwurf   | MiNr. |
|              | Dienstmarken für Preußen - Rahmen der Germania-Marken Inschrift Frei durch Ablösung Nr. 21 | 2                | 1. Januar             | 31. Dezember 1903 | unbekannt | unbekannt | 1     |
|              |                                                                                            | 3                | 1. Januar             | 31. Dezember 1903 | unbekannt | unbekannt | 2     |
|              |                                                                                            | 5                | 1. Januar             | 31. Dezember 1903 | unbekannt | unbekannt | 3     |
|              |                                                                                            | 10               | 1. Januar             | 31. Dezember 1903 | unbekannt | unbekannt | 4     |
|              |                                                                                            | 20               | 1. Januar             | 31. Dezember 1903 | unbekannt | unbekannt | 5     |
|              |                                                                                            | 25               | 1. Januar             | 31. Dezember 1903 | unbekannt | unbekannt | 6     |
|              |                                                                                            | 40               | 1. Januar             | 31. Dezember 1903 | unbekannt | unbekannt | 7     |
|              |                                                                                            | 50               | 1. Januar             | 31. Dezember 1903 | unbekannt | unbekannt | 8     |